# Barton on Sea
Barton on Sea – wieś w Anglii, w hrabstwie Hampshire, w dystrykcie New Forest. Leży 41 km na południowy zachód od miasta Winchester i 137 km na południowy zachód od Londynu.